# 加尼特·奥尔特
加尼特·奥尔特（英語：Garnet Ault，1905年11月1日—1993年9月10日），加拿大男子游泳运动员。他曾代表加拿大参加1928年夏季奥林匹克运动会游泳比赛，获得男子4×200米自由泳接力铜牌。